# HMS Urge (N17)
| «Ардж»                                                                     | «Ардж»                                                                                                   | «Ардж»                                                                                                   |
| -------------------------------------------------------------------------- | --- | --- |
| HMS Urge (N17)                                                             | | |
|                                                                            | | |
| Британський ПЧ «Ардж». 1941                                                | | |
| Верф                                                                       | Vickers-Armstrongs, Барроу-ін-Фернесс                                                                    | Vickers-Armstrongs, Барроу-ін-Фернесс                                                                    |
| Під прапором                                                               | Велика Британія                                                                                          | Велика Британія                                                                                          |
| Належність                                                                 | Королівський ВМФ Великої Британії                                                                        | Королівський ВМФ Великої Британії                                                                        |
| Порт приписки                                                              | Гібралтар, Валлетта                                                                                      | Гібралтар, Валлетта                                                                                      |
| Замовлення                                                                 | 4 вересня 1939                                                                                           | 4 вересня 1939                                                                                           |
| Закладений                                                                 | 30 жовтня 1939                                                                                           | 30 жовтня 1939                                                                                           |
| Спуск на воду                                                              | 19 серпня 1940                                                                                           | 19 серпня 1940                                                                                           |
| Введений до складу флоту                                                   | 12 грудня 1940                                                                                           | 12 грудня 1940                                                                                           |
| На службі                                                                  | 1940—1942                                                                                                | 1940—1942                                                                                                |
| Загибель                                                                   | після 29 квітня 1942 року підірвався на міні неподалік від Великої гавані                                | після 29 квітня 1942 року підірвався на міні неподалік від Великої гавані                                |
| Сучасний статус                                                            | затоплений                                                                                               | затоплений                                                                                               |
| Бойовий досвід                                                             | Друга світова війна Битва на Середземному морі * Мальтійські конвої ** Операція «Сабстанс»               | Друга світова війна Битва на Середземному морі * Мальтійські конвої ** Операція «Сабстанс»               |
| Нагороди                                                                   | 2 бойових відзнаки                                                                                       | 2 бойових відзнаки                                                                                       |
| Проєкт                                                                     | | |
| Тип ПЧ                                                                     | малий торпедний ДПЧ                                                                                      | малий торпедний ДПЧ                                                                                      |
| Основні характеристики                                                     | | |
| Швидкість (надводна)                                                       | 11,25 вузлів (20,8 км/год)                                                                               | 11,25 вузлів (20,8 км/год)                                                                               |
| Швидкість (підводна)                                                       | 10 вузлів (18,6 км/год) (підводна)                                                                       | 10 вузлів (18,6 км/год) (підводна)                                                                       |
| Робоча глибина занурення                                                   | 61 м | 61 м |
| Гранична глибина занурення                                                 | 70 м | 70 м |
| Дальність плавання                                                         | 4 500 миль (8 300 км) на швидкості 11 вузлів (надводна) 70 миль (130 км) на швидкості 4 вузли (підводна) | 4 500 миль (8 300 км) на швидкості 11 вузлів (надводна) 70 миль (130 км) на швидкості 4 вузли (підводна) |
| Екіпаж                                                                     | 31 офіцер та матрос                                                                                      | 31 офіцер та матрос                                                                                      |
| Розміри                                                                    | | |
| Довжина найбільша (по КВЛ)                                                 | 58,22 м                                                                                                  | 58,22 м                                                                                                  |
| Ширина корпусу найб.                                                       | 4,9 м | 4,9 м |
| Середня осадка (по КВЛ)                                                    | 4,62 м                                                                                                   | 4,62 м                                                                                                   |
| Водотоннажність надводна                                                   | 540—630 т                                                                                                | 540—630 т                                                                                                |
| Силова установка                                                           | | |
| дизель-електрична; 2 × дизельних двигуни Paxman Ricardo 2 × електродвигуни | | |
| Гвинти                                                                     | 2 | 2 |
| Потужність                                                                 | 2 500 к.с. (дизель) 1 450 к.с. (електродвигун)                                                           | 2 500 к.с. (дизель) 1 450 к.с. (електродвигун)                                                           |
| Озброєння                                                                  | | |
| Артилерія                                                                  | 1 × 76-мм гармата QF 3-inch 20 cwt                                                                       | 1 × 76-мм гармата QF 3-inch 20 cwt                                                                       |
| Торпедно- мінне озброєння                                                  | 6 × 533-мм торпедних апаратів 8-10 торпед                                                                | 6 × 533-мм торпедних апаратів 8-10 торпед                                                                |

«Ардж» (англ. HMS Urge (N17) — британський дизель-електричний малий підводний човен типу «U», друга серія, що перебував у складі Королівського військово-морського флоту Великої Британії у роки Другої світової війни.

## Історія створення
«Ардж» був закладений 30 жовтня 1939 року на верфі компанії Vickers-Armstrongs у Барроу-ін-Фернесс. 19 серпня 1940 року він був спущений на воду, а 12 грудня 1940 року увійшов до складу Королівського ВМФ Великої Британії.

## Історія служби
«Ардж» мав інтенсивну кар'єру з 20 патрулів, яка тривала трохи більше року до загибелі підводного човна. Напередодні переводу для дій у Середземному морі, у квітні 1941 року, «Ардж» потопив 10 750-тонний італійський танкер Franco Martelli в Біскайській затоці під час проходження з Великої Британії на Гібралтар. Британський човен також торпедував і пошкодив італійське торгове судно Aquitania, яке ледве повернулося в порт із залитими палубами. Він також потопив італійське торгове судно «Марігола», яке вже було пошкоджено після торпедування літаками 24 вересня 1941 року. Потім 14 грудня «Ардж» торпедував і пошкодив італійський лінкор «Вітторіо Венето» під час операцій Першої битви у затоці Сидра. Під час тієї ж атаки італійський лінійний корабель «Літторіо» ледь уникнув торпед «Арджа».
1 квітня 1942 року «Ардж» торпедував і потопив італійський крейсер «Джованні делле Банде Нере». Атаку провів лейтенант-командор Томкінсон з відстані 5000 ярдів, і від удару двох торпед італійський військовий корабель розламався на дві частини та швидко затонув.
У липні 1941 року човен брав участь у забезпеченні операції «Сабстанс» з прикриття мальтійського конвою.
«Ардж» був одним з перших британських підводних човнів, який висадив командос на каное (або складному каяку), і з човна було здійснено кілька успішних рейдів британські командос. Ці рейди були спрямовані на об'єкти ворожої інфраструктури, такі як залізниці та опробування новаторських методів, які використовувалися в подальшій роботі Спеціальної човнової служби. Однак спеціальні операції були небезпечними, і в жовтні 1941 року член екіпажу «Арджа» (сублейтенант Брайан Ллойд) загинув від ворожого вогню, коли намагався врятувати агента союзників з берега.
У міру посилення облоги Мальти бомбардування британської бази 10-ї флотилії підводних човнів призвело до важкого рішення вивести свої субмарини з Мальти, щоб створити нову базу для операцій в Александрії в Єгипті. 27 квітня 1942 року «Ардж» відплив до Александрії з 32 членами екіпажу, 11 морськими пасажирами та військовим кореспондентом на борту. 6 травня 1942 року човен не прибув до Александрії. До виявлення його уламків у 2019 році остаточна доля «Арджа» не була повністю визначеною. Як з'ясували дослідники, британський човен підірвався на міні, коли ще був на поверхні, невдовзі після виходу з Великої Гавані. Вибух був сильним, і ніс підводного човна відірвало (можливо, після удару об морське дно), коли підводний човен раптово затонув, і ніхто на борту не вижив. Серед загиблих був військовий кореспондент Бернард Грей.